# Archenkanzel
Koordinaten: 47° 33′ 43,5″ N, 12° 57′ 56,4″ O

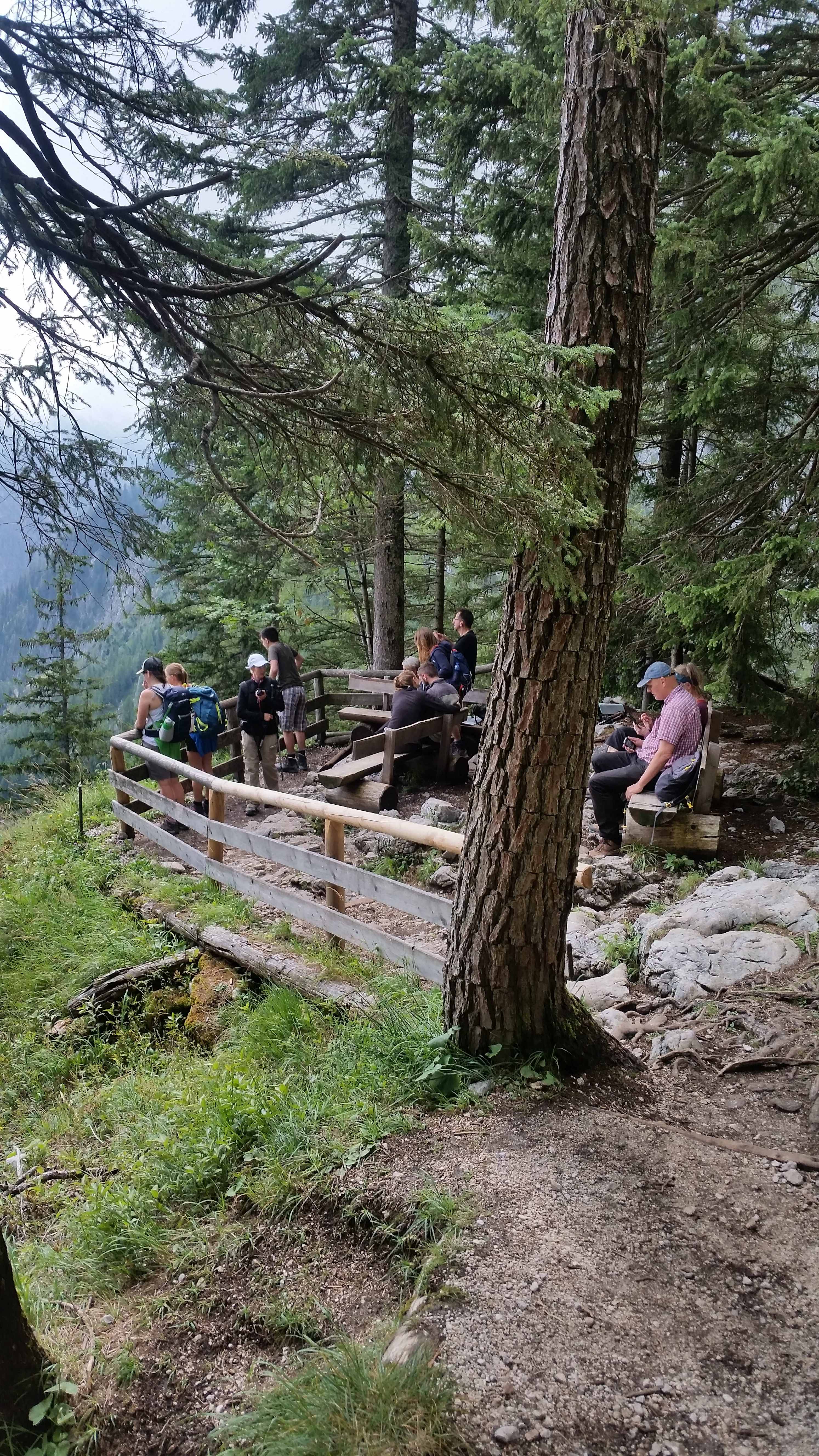
Die Archenkanzel von Westen

Die Archenkanzel ist ein 1346 m hoch gelegener Aussichtspunkt im nordöstlichen Teil des Watzmann-Massivs in den Berchtesgadener Alpen. Von der mit Holzbänken ausgestatteten Naturplattform sind bei guter Sicht etwa zwei Drittel des Königssees zu sehen, der 743 Meter tiefer liegt.

## Routen
Es gibt mehrere nummerierte Wanderrouten zum Aussichtspunkt. So kann man von Schönau am Königssee in Richtung Grünstein aufsteigen. Diesen rechts liegen lassend, folgt man dem Klingerweg (Weg 443 nach der Wegenummerierung der Nationalparkverwaltung, der schließlich als Rinnkendlsteig weiter bis nach St. Bartholomä hinunterführt) an der Klingeralm vorbei über die Kührointalm (1415 m) bis zur Archenkanzel.
Die einzige Route, auf der man die Archenkanzel mit dem Mountainbike erreichen kann, startet am Parkplatz Wimbachbrücke (634 m, alternativ Parkplatz Hammerstiel) und verläuft entlang eines Forstwegs. Auch hierbei tangiert man die Kührointalm. Wenige Dutzend Meter vor der Archenkanzel befindet sich ein Wendeplatz, ab dem auch das Radfahren nicht mehr sinnvoll ist.
Der anspruchsvollste Aufstieg bietet sich von St. Bartholomä aus an. Von dort führt der sogenannte Rinnkendlsteig stellenweise ausgesetzt nach oben (Trittsicherheit und Schwindelfreiheit erforderlich). Hierbei sind bereits während des Aufstiegs hervorragende Tiefblicke auf den See möglich.

## Kruzifix
Unmittelbar rechts der Archenkanzel steht ein rund drei Meter hohes Kruzifix, das der Berchtesgadener Bildhauer Heinrich Bieler (1919–1992) aus einem Baumstamm mit zwei Astgabeln geschnitzt hat. Das Kreuz ist in einem Metallrahmen eingefasst, der oben bogenförmig abgerundet ist. Das Kreuz wurde ein Jahr nach dem Tod des Künstlers vom Deutschen Alpenverein dort aufgestellt.

## Bildergalerie

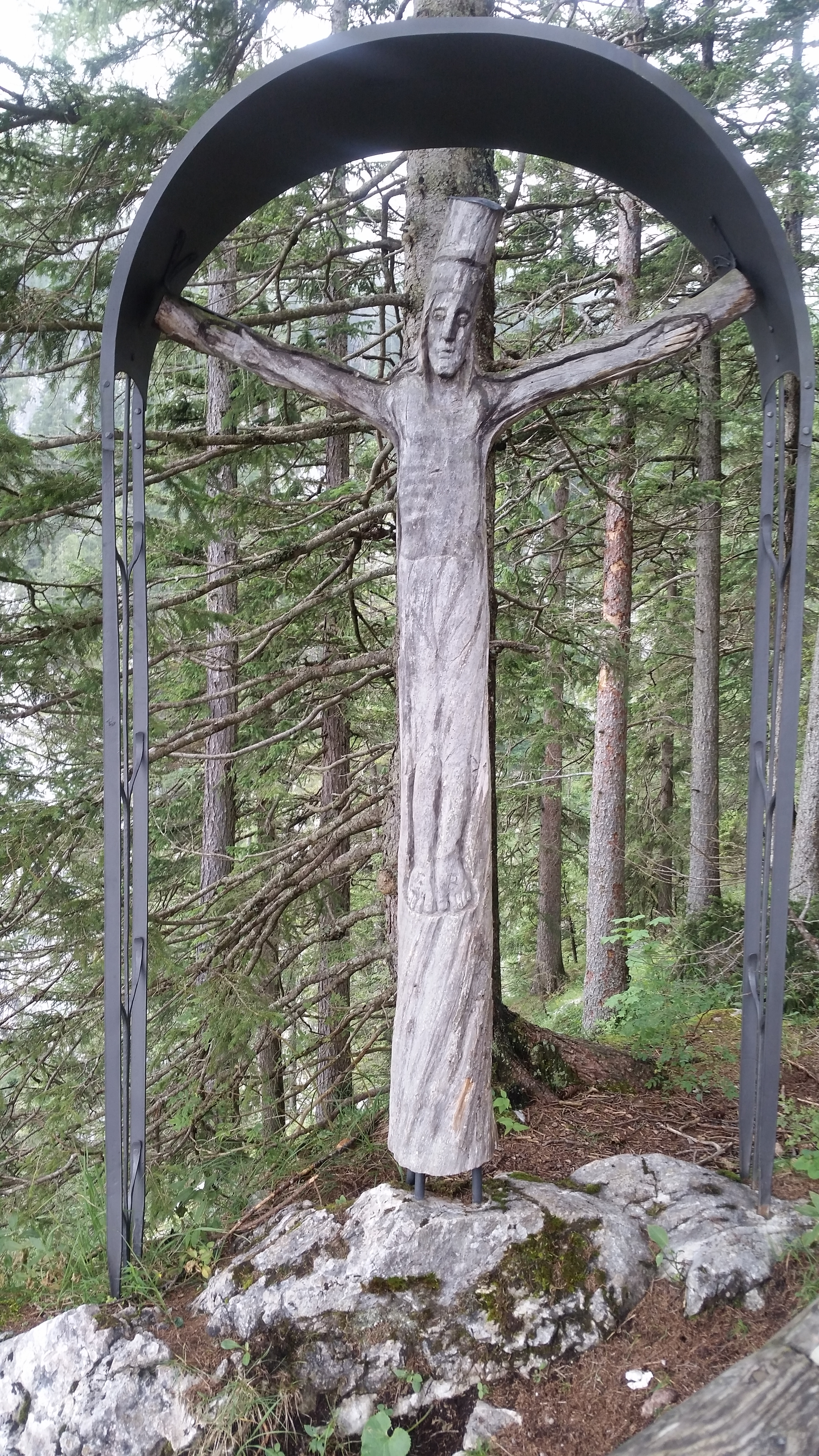
Das Kruzifix von Heinrich Bieler rechts der Archenkanzel
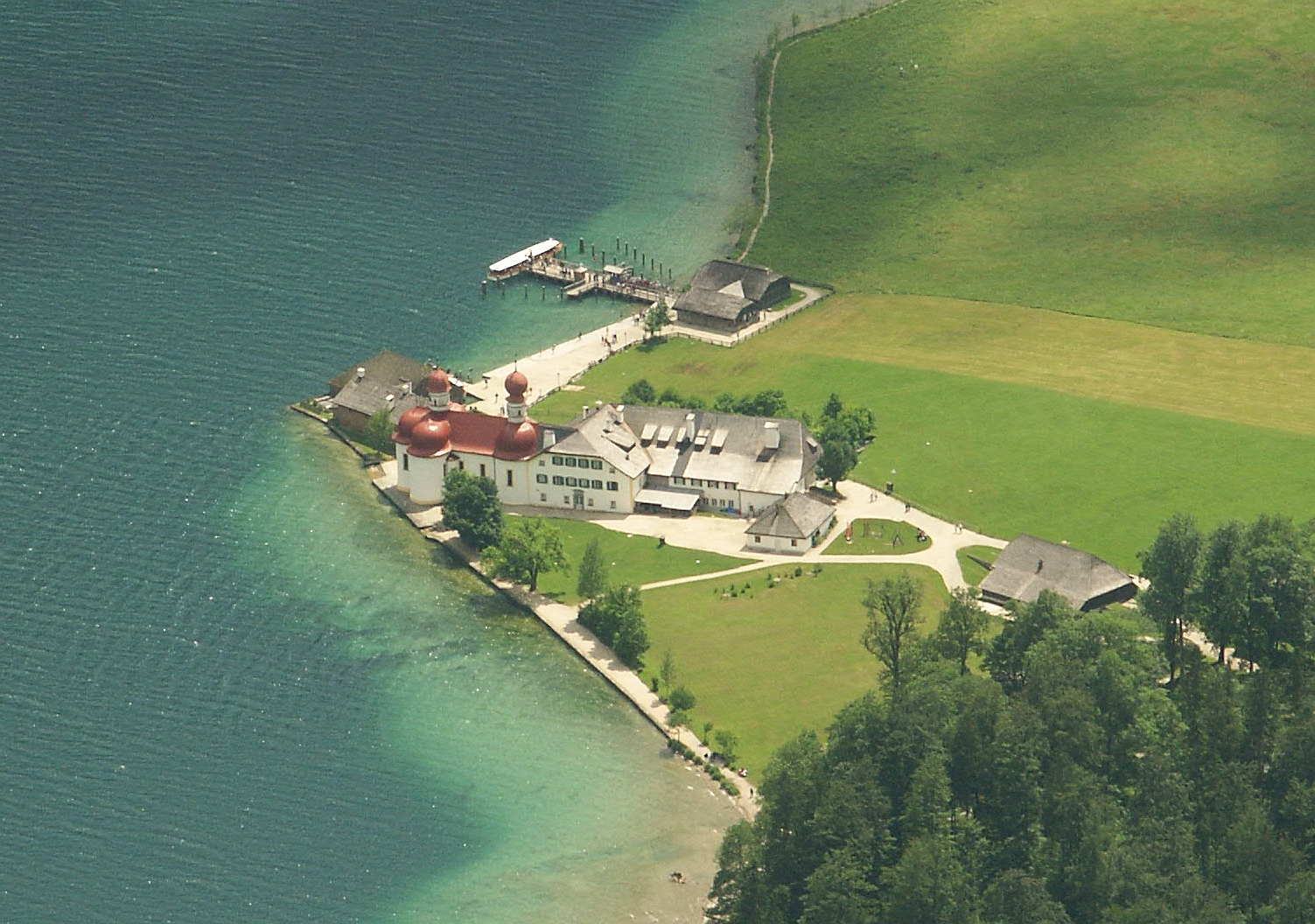
St. Bartholomä, gesehen von der Archenkanzel
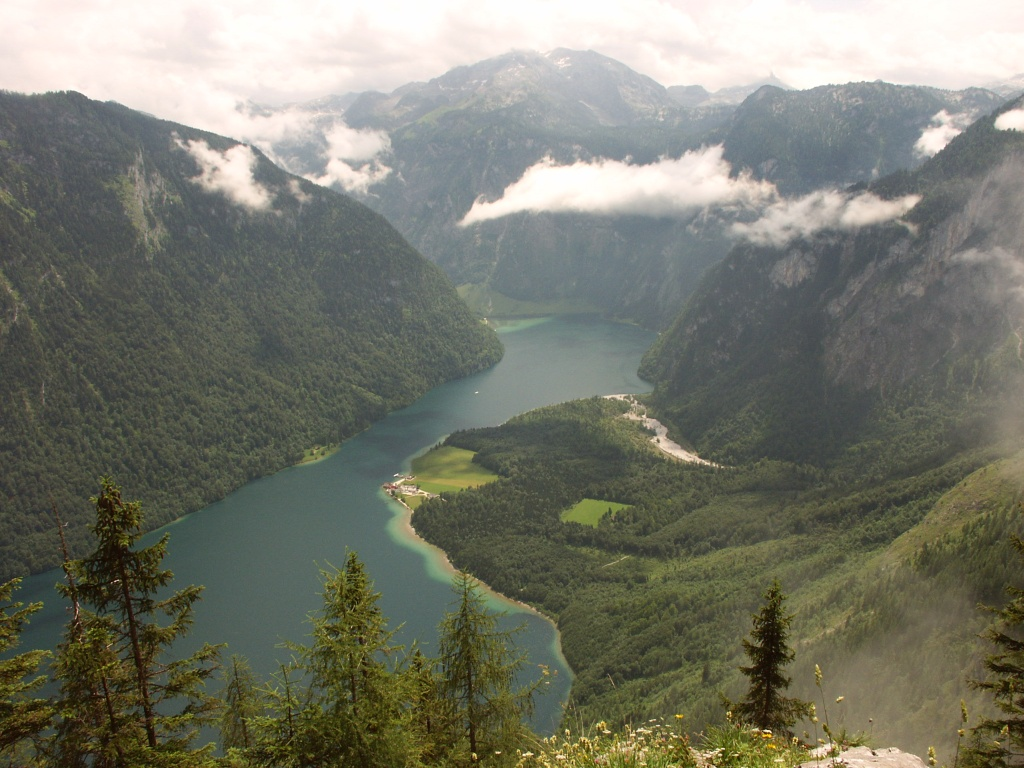
Königssee und Halbinsel Hirschau mit St. Bartholomä